# Mary Kom
Mangte Chungneijang Mary Kom (hindi मैंगते चंग्नेइजैंग मैरी कॉम; ur. 1 marca 1983 r. w Kangathei) – Indyjska bokserka, dwukrotna olimpijka, brązowa medalistka igrzysk olimpijskich, pięciokrotna mistrzyni świata, złota medalistka igrzysk Wspólnoty Narodów, igrzysk azjatyckich, halowych igrzysk azjatyckich i igrzysk Azji Południowej, pięciokrotna mistrzyni Azji. Występowała w kategoriach od 45 do 51 kg.
W 2005 roku wyszła za mąż za piłkarza K Onlera, a od 2006 roku miała dwuletnią przerwę od boksowania, z powodu urodzenia bliźniaków. Razem ma troje dzieci.
W 2014 roku został stworzony film nazwany jej imieniem reżyserii Omunga Kumara.

## Kariera
Przygodę z boksem zaczęła w 2000 roku.
W 2001 roku na mistrzostwach świata w Scrantonie zdobyła srebrny medal w kategorii do 48 kg, przegrywając w finale z Turczynką Hülyą Şahin. Rok później w Antalyi została mistrzynią świata w najniższej kategorii wagowej do 45 kg.
Na mistrzostwach Azji w Hisar w 2003 roku zdobyła złoty medal w kategorii do 46 kg. Dwa lata później w Kaohsiung powtórzyła ten sukces w tej samej konkurencji. W październiku podczas mistrzostw świata w Podolsku obroniła tytuł mistrzyni świata, wygrywając w finale z Jong Ok z Korei Północnej. W 2006 roku w Nowym Delhi na mistrzostwach świata po raz trzeci z rzędu zdobyła złoty medal. Tym razem w finale zwyciężyła z Rumunką Steluțą Duțą. Podobnie było w 2008 roku podczas mistrzostw świata w Ningbo. Wcześniej zdobyła także srebro na mistrzostwach Azji w Guwahati, przegrywając z Jong Ok.
Na trzecich halowych igrzyskach azjatyckich w Hanoi w 2009 roku zdobyła zloty medal. W finale pokonała Wietnamkę Nguyễn Thị Hoa. Rok później na mistrzostwach Azji w Astanie zajęła pierwsze miejsce. We wrześniu podczas mistrzostw świata w Bridgetown zdobyła złoty medal w nowej dla niej kategorii do 48 kg. W listopadowych igrzyskach azjatyckich w Kantonie zdobyła brązowy medal w wadze muszej po porażce w półfinale z Chinką Ren Cancan.
W 2012 roku zdobyła złoty medal na mistrzostwach Azji w Ułan Bator w kategorii do 51 kg. W finale pokonała Ren Cancan. Na rozegranych w maju mistrzostwach świata w Qinhuangdao przegrała z ćwierćfinale z Nicolą Adams z Anglii. Podczas igrzysk olimpijskich w Londynie zdobyła brązowy medal w zawodach wagi muszej. W półfinale została wyeliminowana przez Nicolę Adams reprezentującą Wielką Brytanię. W pierwszej rundzie pokonała Karolinę Michalczuk.
Na Igrzyskach Azjatyckich 2014 w Inczonie zdobyła złoty medal, pokonując w finale Żajnę Szekierbiekową z Kazachstanu. W 2016 roku podczas igrzysk Azji Południowej w Shillong wygrała w finale z Anushą Kodithuwakku z Indii. Tego samego roku na mistrzostwach świata w Astanie przegrała w drugiej rundzie z Niemką Azizą Nimani. Rok później podczas mistrzostw Azji w Ho Chi Minh zdobyła złoty medal w kategorii 48 kg. W finale zwyciężyła w pojedynku z Kim Hyang-mi z Korei Północnej.
W 2018 roku na igrzyskach Wspólnoty Narodów w Gold Coast zdobyła złoty medal, wygrywając w finale z Irlandką Kristiną O’Harą. Podczas listopadowych mistrzostw świata w Nowym Delhi zdobyła złoty medal. W półfinale wygrała z Kim Hyang-mi, a w finałowej walce okazała się lepsza od Ukrainki Hanny Ochoty 5:0. Tym sposobem została najbardziej utytułowaną bokserką w historii.
W październiku następnego roku zdobyła brązowy medal podczas mistrzostw świata w Ułan Ude w kategorii do 51 kg, przegrywając w półfinale z Turczynką Buse Çakıroğlu.
W roku 2003 została laureatem nagrody Arjuna Award.